# Élections sénatoriales de 2026 à Saint-Barthélemy
Pour un article plus général, voir Élections sénatoriales françaises de 2026.
Les élections sénatoriales à Saint-Barthélemy sont prévues en septembre 2026. Elles visent à renouveler l'unique sénateur de la collectivité.

## Modalités

### Dates
Ces élections se tiendront en septembre 2026, les sénateurs étant élus pour une durée de 6 ans et les élections de 2020 ayant eu lieu le 27 septembre.

### Mode de scrutin
Saint-Barthélemy étant représentée par un seul sénateur, ce dernier est élu au scrutin uninominal majoritaire à deux tours. Est élu le candidat qui réunit la majorité absolue des suffrages exprimés et les voix d'un quart des électeurs inscrits dans la circonscription. À défaut, un second tour est organisé. Celui qui remporte le plus de voix au second tour est déclaré élu.

### Collège électoral
Les élections sénatoriales sont un scrutin indirect, cela signifie que seuls les grands électeurs sont appelés à voter lors de cette élection. Sont considérés comme grands électeurs:
- le député et le sénateur ;
- les conseillers territoriaux.

## Contexte

### Élections sénatoriales de 2020
Lors des élections sénatoriales de 2020, la candidate républicaine Micheline Jacques, se présente à l'élection sans concurrent, elle est donc élue dès le 1er tour à l'unanimité des voix, succédant ainsi à Michel Magras, du même parti.

### Élections territoriales de 2022
Les élections territoriales de 2022 voient une évolution du rapport de force sur l'île. Non seulement la majorité sortante, républicaine, ne parvient pas à se faire élire dès le 1er tour comme en 2017, elle ne parvient pas non plus à s'imposer à l'issu du 2d, perdant de peu son duel avec les listes de centre droit unies au 2d tour, ne lui permettant d'obtenir que 6 sièges sur les 19 que compte le conseil territorial.

## Résultats

### Sénateur sortant et élu
| Sénateur sortant  | Parti | Parti | Groupe | Groupe | Sénateur élu | Parti | Parti | Groupe | Groupe |
| ----------------- | ----- | ----- | ------ | ------ | ------------ | ----- | ----- | ------ | ------ |
| Micheline Jacques |       | LR    |        | REP    |              |       |       |        |        |